# Estany de la Balmeta
L'Estany de la Balmeta és un estany del terme comunal dels Angles, a la comarca del Capcir, de la Catalunya del Nord.
Està situat a 2.048,9 metres d'altitud sobre el nivell del mar, té una superfície d'uns 12.400 m². És a la zona nord-oest del terme, al nord-oest, també, del Mont Llaret, a la vall del Rec de Vallsera.